# 浅野公太
浅野 公太（あさの こうた、1993年3月29日 - ）は、日本の男子ソフトボール選手。身長190cm体重85kg。右投げ右打ち。ホンダエンジニアリングソフトボール部所属。ポジションは投手。

## 来歴
愛知県名古屋市出身。高校入学前は野球部に所属し小学校時代は外野手、中学校時代は内野手だった。
中学卒業後中部大学第一高等学校に進学、入学時の担任教師の勧めもありソフトボール部に入部、長身で長い手足だった事から1年生から投手に抜擢された。
3年時に全国高等学校ソフトボール選抜大会（2010年）に出場し1回戦の山形県立南陽高等学校戦で当時の高校史上最速、球速MAX123kmを記録し一躍注目を浴びた。
その後インターハイにも出場したが優勝する事は出来なかった。
高校卒業後ホンダエンジニアリングソフトボール部に入部。
2013年に日本リーグ最多勝利投手賞、最高殊勲選手賞を獲得。
2017年に日本リーグ最優秀投手賞、ベストナイン賞(投手)を獲得。

## 個人タイトル
- 日本リーグ

最多勝利投手賞：1回（2013年）
最高殊勲選手賞：1回（2013年）
最優秀投手賞：１回（2017年）
ベストナイン賞投手：1回（2017年）